# Mimosa artemisiana
Mimosa artemisiana là một loài thực vật có hoa trong họ Đậu. Loài này được Heringer & Paula miêu tả khoa học đầu tiên.